# Kassbach - Ein Portrait
Pour plus de détails, voir Fiche technique et Distribution.
Kassbach - Ein Portrait est un film autrichien réalisé par Peter Patzak, sorti en 1979.

## Synopsis
Un marchand de légumes viennois, Karl Kassbach, rejoint Initiative, un groupe d'extrême-droite préparant des attentats.

## Fiche technique
- Titre : Kassbach - Ein Portrait
- Réalisation : Peter Patzak
- Scénario : Peter Patzak et Helmut Zenker d'après son roman Kassbach oder das allgemeine Interesse am Meerschweinchen
- Musique : Peter Zwetkoff
- Photographie : Dietrich Lohmann et Attila Szabó
- Montage : Traudl Gruber
- Production : Peter Patzak
- Société de production : Satel Film
- Pays :  Autriche
- Genre : Drame
- Durée : 110 minutes
- Dates de sortie : 
  -  Allemagne de l'Ouest : 23 février 1979 (Berlinale

## Distribution
- Walter Kohut : Karl Kassbach
- Immy Schell : sa femme
- Maria Engelstorfer : sa mère
- Konrad Becker : son fils
- Franz Buchrieser : son ami
- Hanno Pöschl : son ami
- Hans Kraemmer : son ami
- Albert Hillinger : son ami
- Walter Davy : son camarade
- Ulrich Baumgartner : son camarade
- Heinrich Strobele : son camarade
- Heinz Petters : son camarade
- Otto Kaiser : son camarade
- Erni Mangold : une connaissance
- Monika Schöpfer : une connaissance
- Ann Milar : une connaissance
- Margit Gara : une connaissance
- Isabella Fritdum : une connaissance
- Luise Prasser : sa cliente
- Maria Martina : sa cliente
- Josefine Lakatha : sa cliente
- Herbert Kollmann : son client

## Distinctions
Le film a été présenté en sélection officielle en compétition lors de Berlinale 1979.